# 萨莱托
萨莱托（義大利語：Saletto），曾是意大利威尼托大区帕多瓦省的一个市镇。总面积10.79平方公里，人口2752人，人口密度255.1人/平方公里（2009年）。国家统计（ISTAT）代码为028074。
2018年2月17日梅利亚迪诺-圣菲登齐奥、萨莱托和阿迪杰河畔圣玛格丽塔三个市镇合并为新的市镇威尼托镇。